# Дубовий Гай (Прилуцький район)
Дубо́вий Гай — село в Україні, у Прилуцькому районі Чернігівської області. Входить до складу Яблунівської сільської громади.

## Географія
Селом протікає річка Дубова, права притока Руди.

## Історія
Перший власник Дубового Гаю — прилуцький полковник Дмитро Горленко[джерело?]. 1692 року, після смерті Івана Стороженка, його призначили полковником.
П'ятнадцятирічне управління Дмитра Горленка було сприятливим періодом для прилуцького полку. Він був одружений з донькою одного з братів дружини гетьмана Івана Самойловича Захара Голуба. Ці родинні зв'язки, по суті, повинні були віддаляти Горленка від Івана Мазепи, оскільки сім'я Самойловича переслідувалась його послідовником. Однак, ставши гетьманом, Іван Мазепа відразу ж позбавив генерального уряду молодшого брата колишньої гетьманші — Костянтина Голуба, а ось до старшого з братів — Захара Голуба, поставився милостиво. Уже у вересні 1687 року був виданий Захару Голубу універсал, згідно з яким він брався під гетьманську опіку й на своїх хуторах мав господарювати вільно.
Через деякий час Іван Мазепа наблизив до себе й Дмитра Горленка. До 1692 року Дмитро Горленко не займав жодної посади, а 1692 року став прилуцьким полковником. 1697 року у власність отримав три села: Сергіївку, Ковтунівку, Яблунівку; 1699 — Білошапки, 1701 — Ярошівку (нині село Українське Талалаївського району Чернігівської області), 1705 — Калюжинці, а крім того, самовільно захопив Малу Дівицю. Він — один з найбагатших полковників Гетьманщини. Мав особливу підтримку Івана Мазепи. Дмитро Горленко разом з Мазепою став на бік шведського короля Карла XII. До 1715 року перебував у Волощині й після смерті гетьмана повернувся в Україну.
У Дмитра Горленка було два сини, які вчилися в Києві, в «латинських школах». Закінчивши навчання, молодший постригся в монахи в Києво-Печерську лавру, а старший — Андрій Горленко — повернувся до батька, одружився з донькою миргородського полковника Данила Апостола й став служити у війську. Андрій Горленко повністю поділяв погляди батька й разом з ним пішов за Іваном Мазепою. Та незабаром повернувся і зумів виправдатись перед царем Петром I.
29 травня 1709 року, за універсалом гетьмана Скоропадського, Андрій Горленко одержав у володіння Дубовий Гай, Сергіївку, Білошапки, Яблунівку й ті хутори, які заселив батько на придбаних землях[джерело?]. Цей універсал викликав невдоволення серед прилуцької старшини. На той час прилуцьким полковником був Іван Ніс. Бачачи прихильність гетьмана до Андрія Горленка, Іван Ніс намагався особисто розправитись із супротивником.
Окрім одержаних образ від Івана Носа, Андрій Горленко підозрювався в зраді та був викликаний до Москви, де обіцяли йому «життя без утисків». Дубовий Гай і решта маєтностей, що повернулася до Горленків, залишилась без захисту. Такими обставинами поспішили скористатися супротивники.
Саме в цей час дружина гетьмана Скоропадського влаштувала Гамаліївський монастир неподалік від міста Глухова, який збиралася наділити маєтностями. Їй порадили скористатися маєтками Андрія Горленка, якого на той час не було в Україні.
Приховуючи ті обставини, що на монастир відбираються чужі маєтності, Скоропадські називають горленківські села «присілками», власністю гетьманші Насті Марківни. Так було зроблено для того, щоб одержати на ці села царську грамоту.
З часом Дубовий Гай став центром маєтностей Скоропадських, під назвою Дубогаївського староства, кордони якого були офіційно визначені в 1716 році.
Найдавніше знаходження на мапах — 1787 рік.
У 1862 році в селі Дубовий Гай була церква та 290 дворів, де жило 1623 особи.
Наприкінці XIX століття, відповідно до словника Брокгауза та Ефрона, село Дубовий Гай налічувало 375 жителів, мало 5 лавок та земське училище. У селі щорічно відбувалося три ярмарки. Училище було відкрите за сприяння поміщика Давида Семеновича Горленка. Населення Дубового Гаю складалося з козаків та державних селян.
У 1911 році в селі Красля́ни була Миколаївська церква, земська та церковно-парафіяльна школи, жило 2457 осіб.
1926 року — 2605 жителів.
У 1929 році в селі було організоване колективне господарство «Гігант», 1935 року його було реорганізовано — виокремлені три окремі колективні господарства: ім. В. Леніна, ім. Й. Сталіна та ім. К. Ворошилова.
За часів Голодомору 1932—1933 років померло щонайменше 545 жителів села.
Під час окупації села в 1941—1943 роках тут діяла невелика підпільна організація. У 1962 році було завершено будівництво нового бетонного мосту через річку Руду.
Тепер[відколи?] у селі існує пайове господарство «Дубогаївське».

## Історична антропоніміка
На території села проживають нащадки давніх козацьких родів, а поряд — представники різних етносів — росіяни, євреї, молдавани, узбеки. Поширені прізвища: «Кашка», «Сім'ячко», «Ступак», «Дубина», «Збаранський», «Даниленко». Деяка частина місцевих антропонімів походить від прізвиськ. Наприклад, «Кульгун» — від «шкутильгати», «Пантюх» — прізвисько «Пантюх», «Кошланев» — «нечесаний», «кошлатий». Наявність специфічних промислів та ремесел вплинула на формування локальної антропоніміки — про що, зокрема, свідчить місцеве прізвище «Бондар»[джерело?].

## Народні ремесла та промисли
Народні ремесла — ткацтво, вишивання (жінки), бондарство, деревообробні промисли (чоловіки) та виготовлення народного вбрання (як одягу, так і взуття). Нині збереглося вишивання; народні майстрині — переважно літні люди[джерело?].

## Історична топографія
Село розміщене на річці Рудій-Росош.
Про походження назви села не збереглося ніяких документальних свідчень. Згідно з легендою, назва села може походити від річки Дубової, на якій воно було розташоване, або дубового гаю, де розмістились перші поселенці. Ось як описують село в тодішніх Малоросійських історичних оповідях: «… верстах в 7 к востоку от станции, на берегу р. Удая лежит село Мамаевка с населением свыше 2 тысяч человек, при котором существует винокуренный завод Паневина с производством спирта на сумму свыше 12 тыс. рублей, и мукомольная мельница того же владельца, выручающая на размоле зерна около 5 т. руб. Верстах в 9 к западу от станции, по транспортной дороге, при речке Дубовой расположено село Дубовый Гай с населением свыше 2,5 тыс. челов. Верстах в 4 к юго-западу отсюда, также на торговой дороге, при речке Рудое, уже в Пирятинском уезде находится волостное людное и торговое Село Яблоновка, имеющее около 8 тыс. жителей, две православных церкви, еврейский молитвенный дом, несколько лавок и 4 ярмарки в году. В 8 верстах к западу от последнего села, при речке Переводе и при длинном болоте лежит еще людное село Сергеевка, у котором приблизительно 3 тыс. жителей и 4 ярмарки …»
Нині село не має ані гаїв, ані лісів, лише невеликі лісосмуги.
Урочища:
- «Полікарпів Яр» — за переказами, місцевий пан (поміщик) Полікарп викопав цілу яругу, шукаючи золоту карету, яка буцімто провалилася крізь землю. Карету він так і не знайшов, а яр отримав його ім'я;
- «Гадючий Яр» — походження назви не відоме;
- «Венгерова могила» — походження назви не відоме;
- «Панський ставок» — за переказами, у селі проживали два пани (поміщики) — Лукомський і Озерський. Про Озерського в селі згадок не збереглось, а ім'ям Лукомського названо куток. Ставок «Панський ставок» викопаний його кріпаками (залежними селянами).

Село сьогодні поділене на вулиці, які мають офіційні назви, але за традицією село ділять на такі кутки:
- «Лукомщина» — на честь помешкання пана Лукомського, що колись тут існувало;
- «Новоселиця» — (сучасна вул. Верзи, колишня Жовтнева), — «нове поселення»;
- «Німцівці» — за переказами, під час окупації на кутку мешкало найбільше німців.
- «Кравцівка»
- «Лисивка»

На території села є два вигони для випасу худоби. Власних назв не мають.
Завдяки колективним господарствам (див. § Історія) закріпились назви кутків: «Ленінське», «Сталінське», «Ворошиловське». На північному сході села існує так званий «Льох», про який оповідається з прадавніх часів. І тоді як (льох) в більшості випадків означає погріб або підвал для зберігання продуктів, з оповідей до нас дійшло, що там знаходилась система підземних ходів, яка існувала з часів монголо-татарських завойовників.

## Політика

### Парламентські вибори, 2019
На позачергових парламентських виборах 2019 року у селі функціонувала окрема виборча дільниця № 740591, розташована у приміщенні сільської ради.
Результати
- зареєстровано 590 виборців, явка 53,22 %, найбільше голосів віддано за «Слугу народу» — 30,99 %, за Всеукраїнське об'єднання «Батьківщина» — 26,52 %, за Радикальну партію Олега Ляшка — 10,86 %[9]. В одномандатному окрузі найбільше голосів отримав Сергій Коровченко (самовисування) — 36,54 %, за Бориса Приходька (самовисування) — 15,71 %, за Дмитра Пахомова (Слуга народу) — 8,65 %[10].

## Населення

### Мова
Розподіл населення за рідною мовою за даними перепису 2001 року:
| Мова            | Кількість | Відсоток |
| --------------- | --------- | -------- |
| українська      | 844       | 97.35 %  |
| російська       | 12        | 1.38 %   |
| румунська       | 9         | 1.04 %   |
| інші/не вказали | 2         | 0.23 %   |
| Усього          | 867       | 100 %    |

## Особистості
- Даниленко Федір Федотович (1875 — після 1946) — сходознавець-синолог, письменник, український громадський діяч на Далекому Сході.
- Задорожній Віктор Володимирович (1978—2015) — молодший сержант Збройних сил України, учасник російсько-української війни[12].

## Виноски
1. ↑  ВРУ
2. ↑  Карта частей Киевского, Черниговского и других наместничеств 1787 года. www.etomesto.ru. Архів оригіналу за 21 січня 2022. Процитовано 21 січня 2022.
3. ↑  ИнфоРост, Н. П. ГПИБ | [Вып.] 33 : Полтавская губерния. - 1862. elib.shpl.ru. Архів оригіналу за 15 січня 2021. Процитовано 1 січня 2022.
4. ↑  Архівована копія. Архів оригіналу за 29 серпня 2008. Процитовано 26 серпня 2010.{{cite web}}:  Обслуговування CS1: Сторінки з текстом «archived copy» як значення параметру title (посилання)
5. ↑  Зведений каталог метричних книг що зберігаються в державних архівах України  т.10, кн..1, ст. 97, 524 та 577 (укр.). Український науково-дослідницкий інститут архівної справи та документознавства.
6. ↑  Зведений каталог метричних книг, клірових відомостей та сповідних розписів (укр.). Центральний державний історичний архів України, м. Київ (ЦДІАК України). Архів оригіналу за 15 березня 2022. Процитовано 21 січня 2022.
7. ↑  Полтавский губерский статистический комитет (1911). Список населенных мест Полтавской губернии, с кратким географическим очерком губернии (рос.). Полтава: Электроная типография Д.Н. Подземского Петровская улица собственый дом, 1912. с. 306.
8. ↑  Дубовий Гай. Геоінформаційна система місць «Голодомор 1932—1933 років в Україні». Український інститут національної пам'яті. Процитовано 18 червня 2020.{{cite web}}:  Обслуговування CS1: Сторінки з параметром url-status, але без параметра archive-url (посилання)
9. ↑  Підсумки голосування на виборчих дільницях у загальнодержавному виборчому окрузі в межах ОВО № 210, Чернігівська область. Позачергові вибори народних депутатів України 2019 року.
10. ↑  Відомості про підрахунок голосів виборців на виборчих дільницях одномандатного виборчого округу № 210, Чернігівська область. Позачергові вибори народних депутатів України 2019 року.
11. ↑  Рідні мови в об'єднаних територіальних громадах України — Український центр суспільних даних
12. ↑  Відкрито меморіальну дошку. Архів оригіналу за 15 березня 2018. Процитовано 20 квітня 2017.